# Reação de Balz–Schiemann
A reação de Balz-Schiemann (também chamada de reação de Schiemann) é uma reação química na qual uma amina aromática primária é transformada em um fluoreto de arila por meio da reação com ácido tetrafluorobórico, formando-se um intermediário tetrafluoroborato de arenodiazônio. Essa reação é uma rota tradicional para a produção de fluorobenzeno e de alguns derivados relacionados, incluindo o ácido 4-fluorobenzoico.
A reação é conceitualmente semelhante à reação de Sandmeyer, que converte sais de arenodiazônio em outros haletos de arila (ArCl, ArBr). No entanto, enquanto a reação de Sandmeyer envolve um reagente/catalisador de cobre e intermediários radicais, a decomposição térmica do tetrafluoroborato de diazônio ocorre sem um promotor e acredita-se que gere cátions arila altamente instáveis (Ar+) que abstraem F− de BF4− para dar o fluoroareno (ArF), juntamente com trifluoreto de boro como subproduto.

## Inovações
A reação tradicional de Balz-Schiemann emprega HBF4 e envolve o isolamento do sal de arenodiazônio. Ambos os aspectos podem ser modificados com fins lucrativos. Outros contraíons têm sido usados no lugar de tetrafluoroboratos, como hexafluorofosfatos (PF6−) e hexafluoroantimonatos (SbF6−) com rendimentos aprimorados para alguns substratos. A reação de diazotização pode ser efetuada com sais de nitrosônio, tais como [NO]SbF6, sem isolamento do intermediário de diazônio.

## História
A reação recebeu o nome dos químicos alemães Günther Balz e Günther Schiemann.